# Pradolongo (filme)
Pradolongo é um filme galego lançado em 2008, dirigido por Ignacio Vilar. O filme foi rodado na Valdeorras.
Intervieram nela atores de fama como Tamara Canosa, Rubén Riós ou Mela Casal. Também novas promessas como Roberto Porto.
Em 17 de abril de 2010 foi estreada com grande acolhida nas salas Cinemax de Braga, convertendo-se no primeiro filme em galego estreado em Portugal.

## Trama
Pradolongo é a história de três amigos da infância que veem como a sua amizade se deteriora a raiz das diferenças de classe e dos conflitos amorosos que surgem nas suas vidas. Raquel, Martinho e Armando são três amigos que acabam de fazer a maioria de idade. O verão apresenta-se como todos os demais, com festas ou tardes no rio, mas desta vez nada vai ser igual. O amor que os dois rapazes começam a sentir por Raquel e a possível venda de Pradolongo (um prado de alta montanha pertencente à família de Martinho) à empresa do pai de Armando, obriga-os a reconsiderarem os sonhos e ligações que os mantiveram unidos desde a infância.